# Geschiedenis van de tram

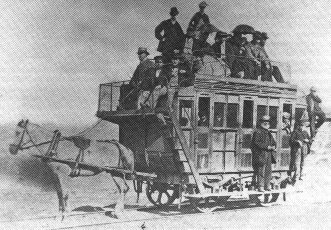
De tram tussen Swansea en Mumbles

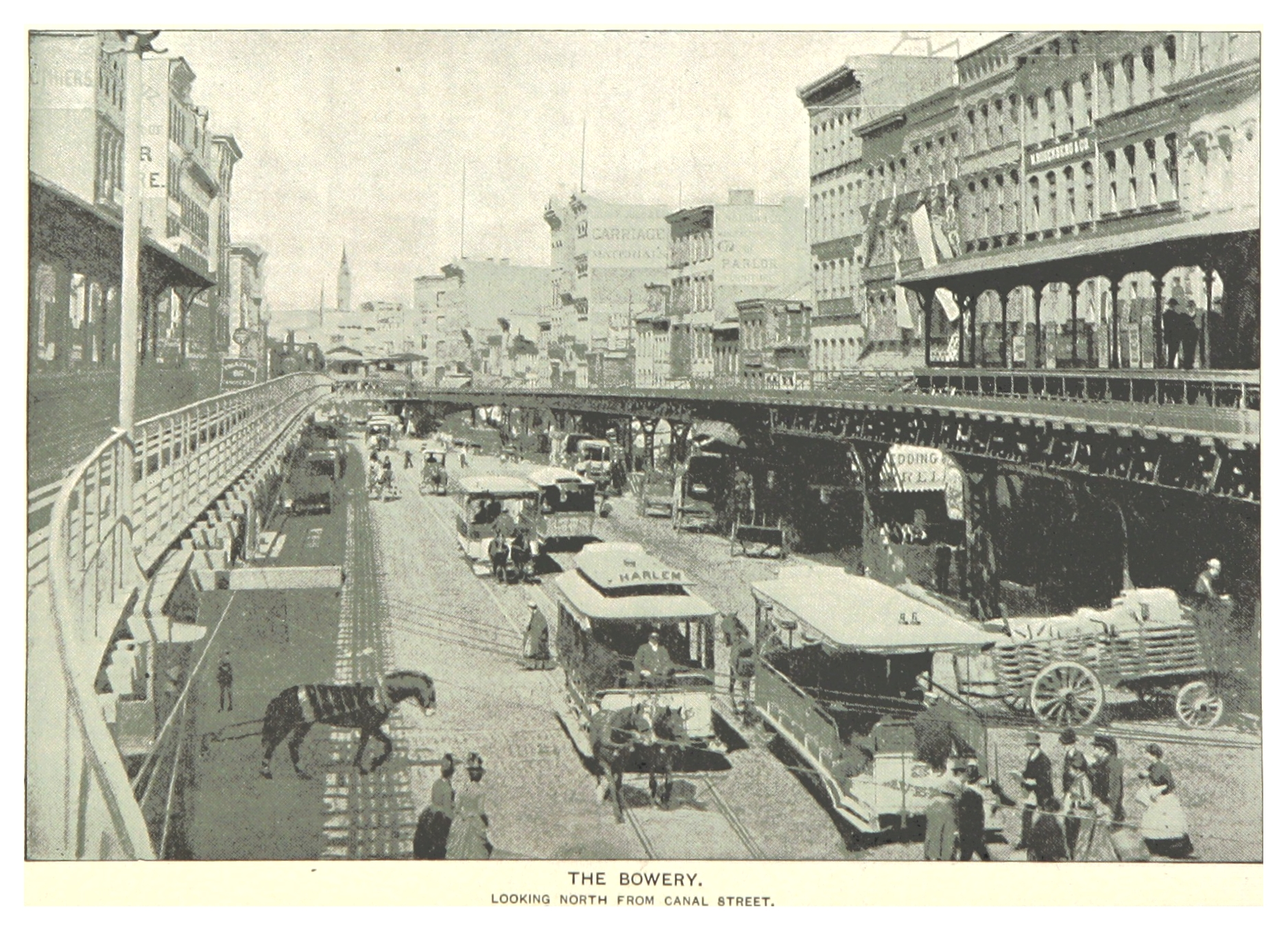
De Paardentram van New York

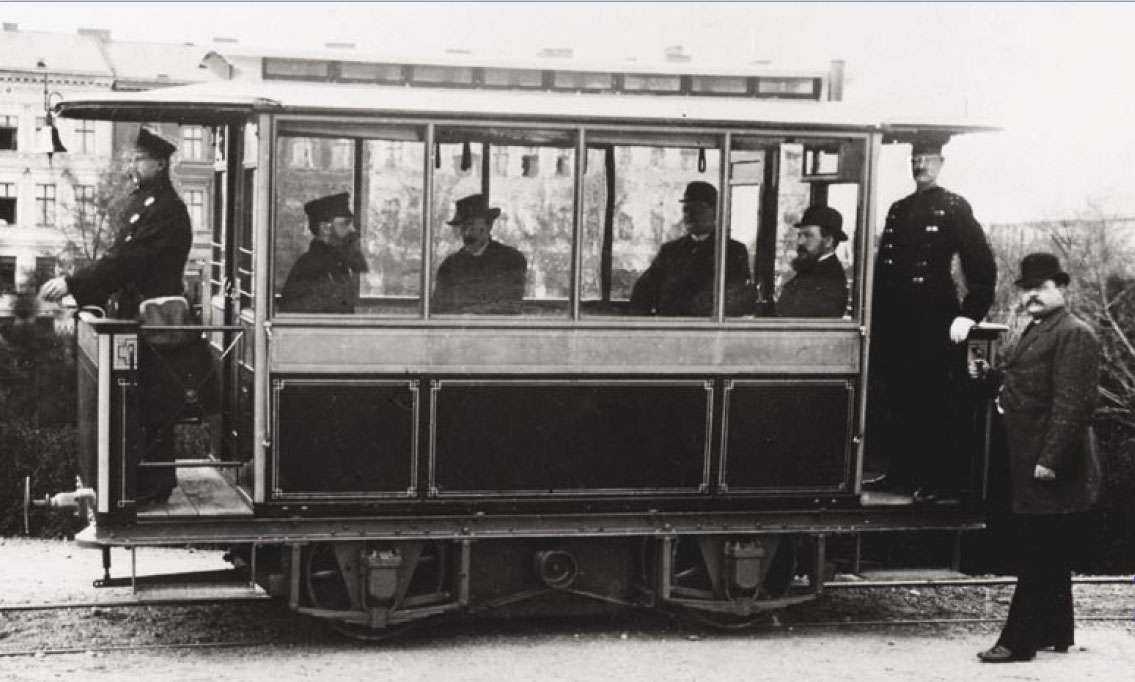
De Siemens tram in Lichterfelde

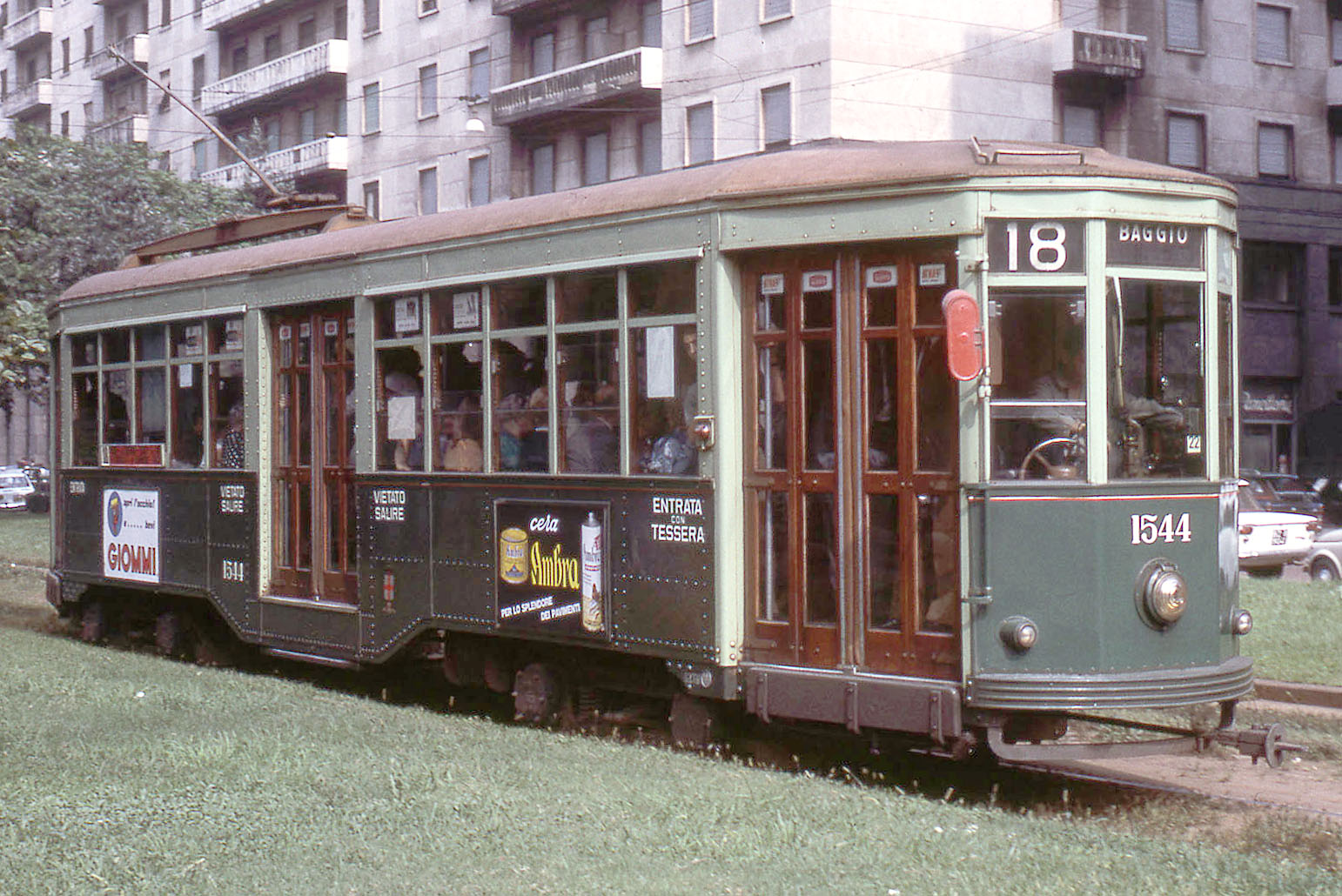
Peter Witt-tram in Milaan

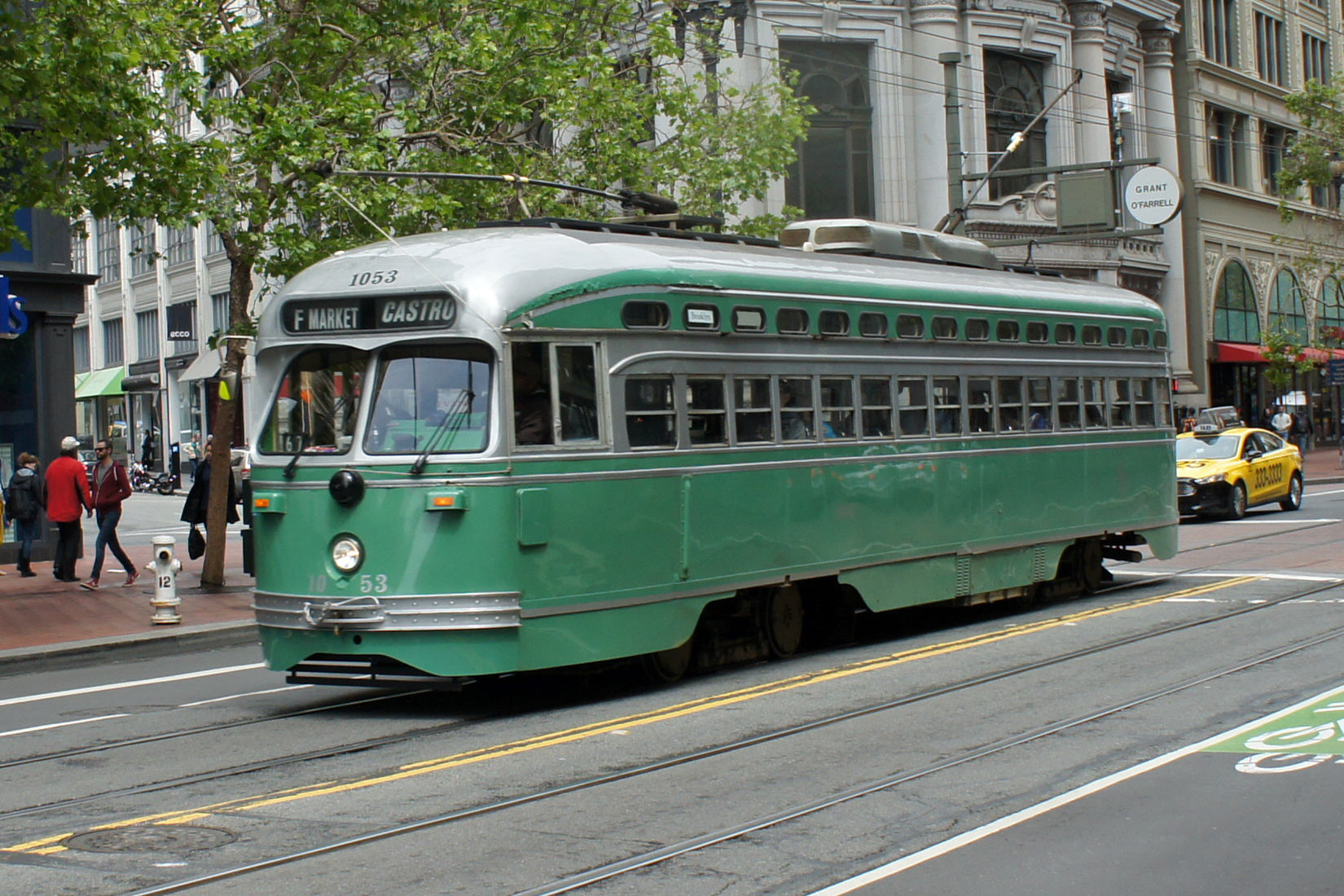
Gestroomlijnde PCC in San Francisco

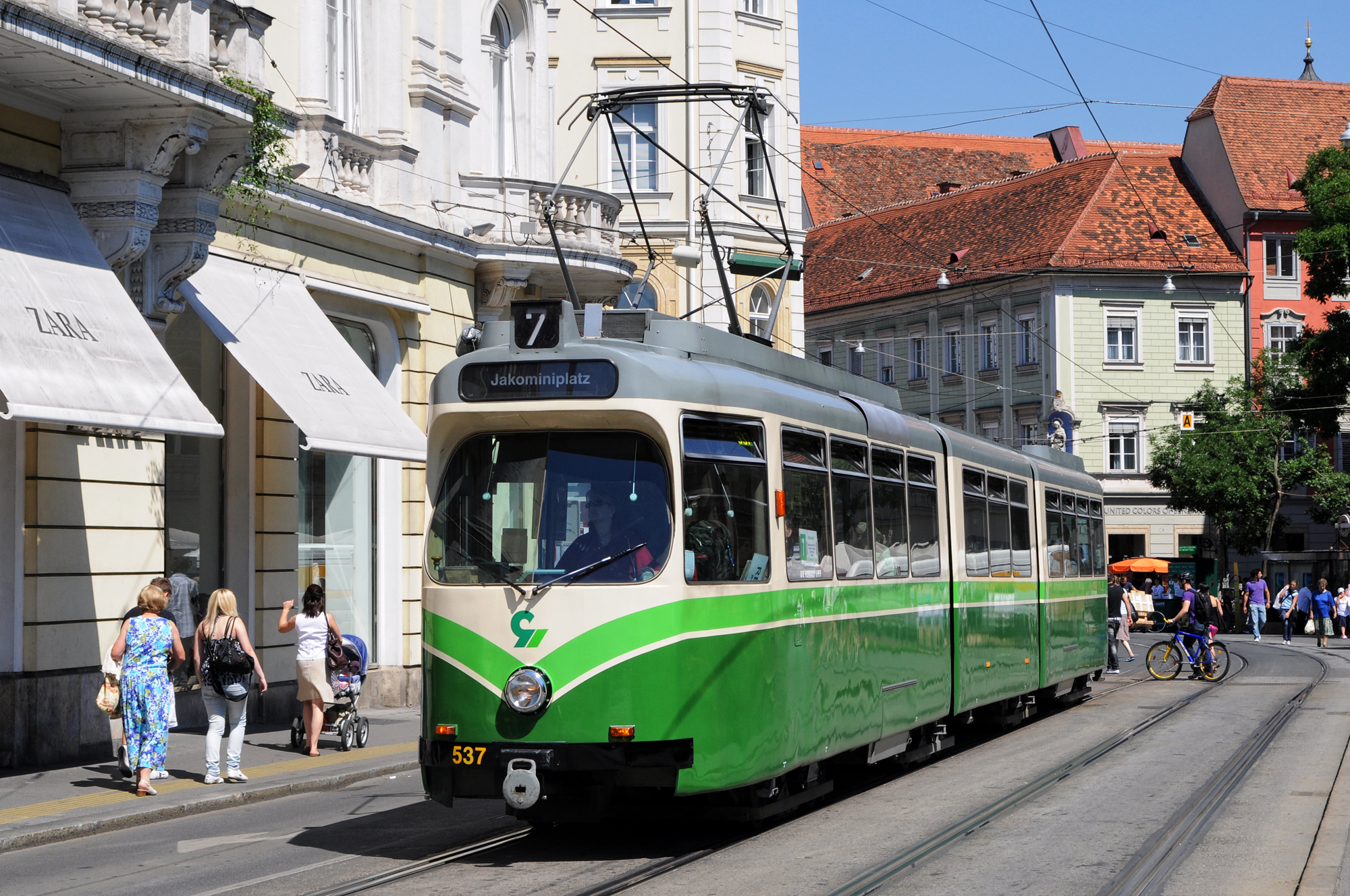
Dubbel gelede tram Graz

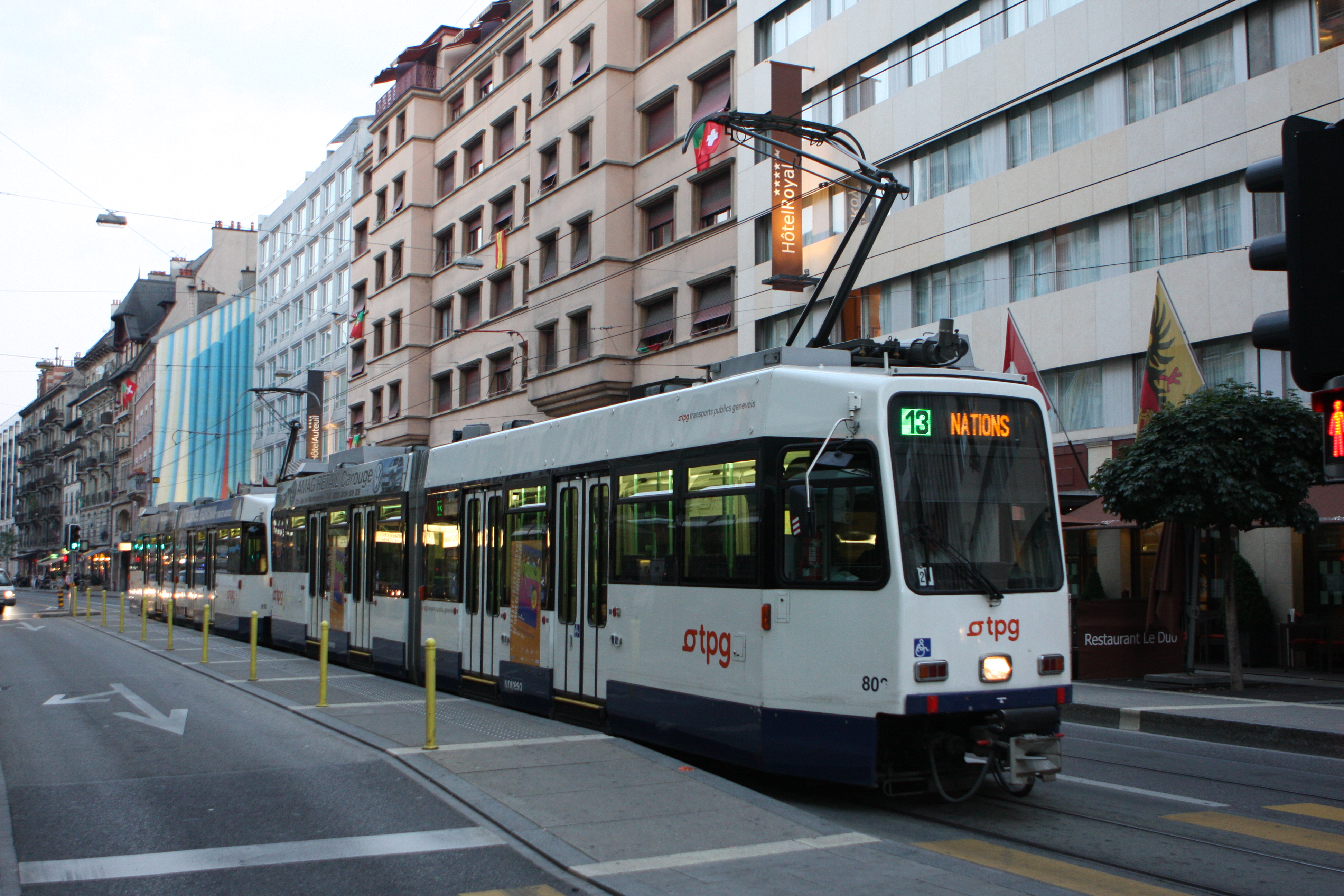
Lagevloertrams in Genève

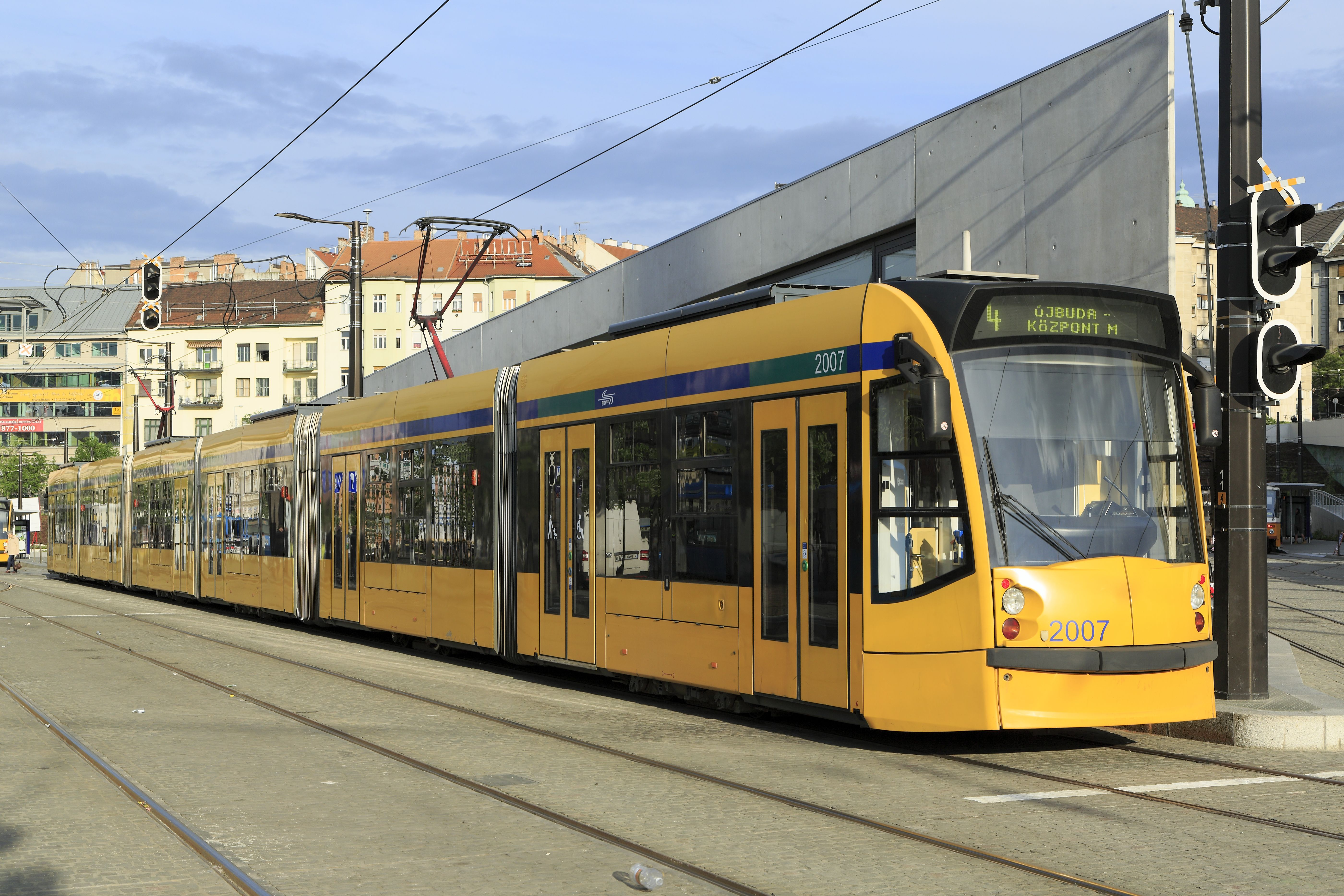
Combino-Supra in Boedapest

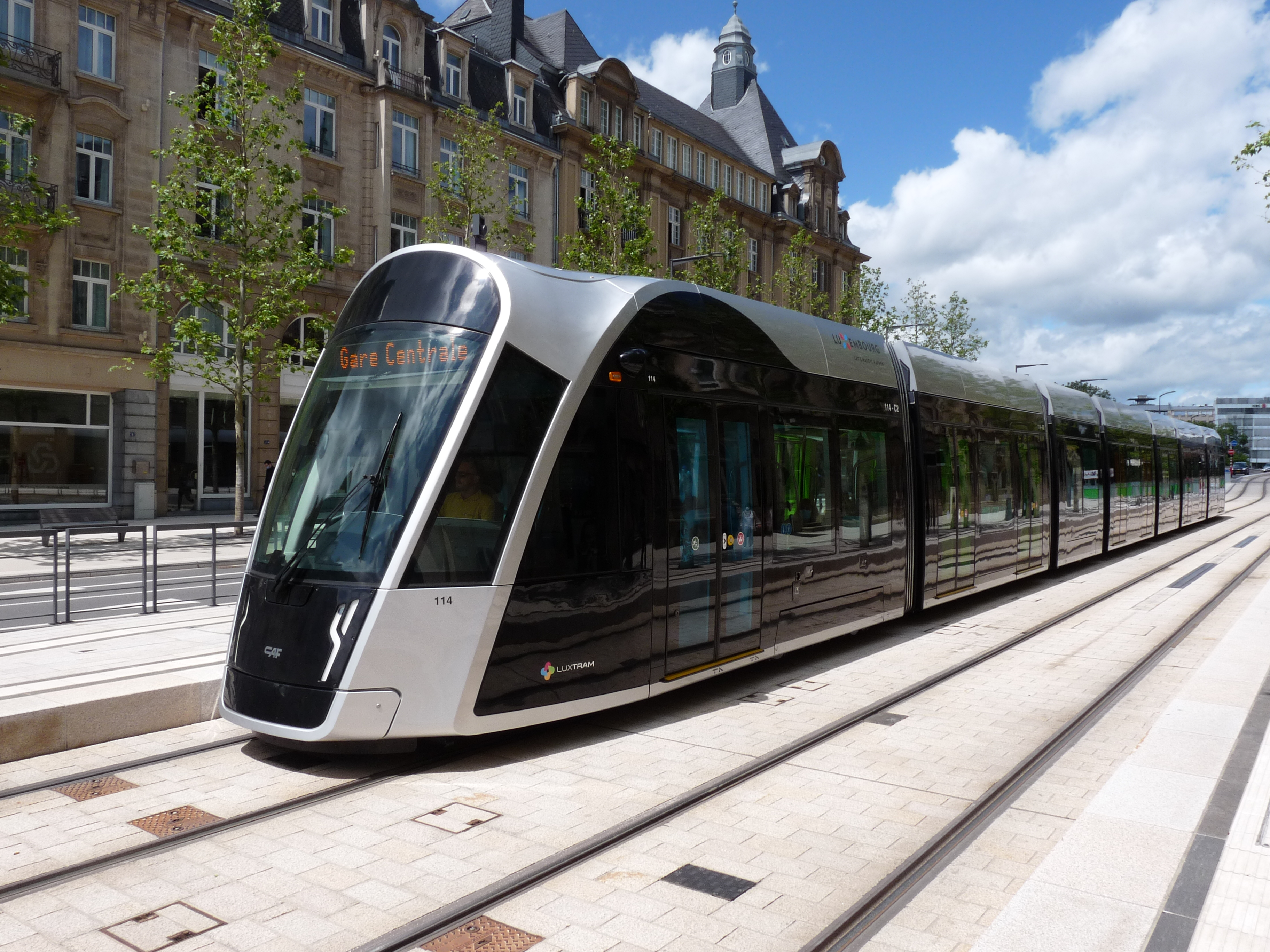
Tram in Luxemburg zonder bovenleiding

De geschiedenis van de tram geeft een overzicht van belangrijke internationale ontwikkelingen op het gebied van de tram. De tram startte aan het begin van de 19e eeuw als combinatie van twee bestaande begrippen. Enerzijds het concept van de omnibus (regulier passagiersvervoer) en anderzijds de uitvinding van spoorstaven (uit de mijnbouw).

## De 19e eeuw
De eerste tramHet was de Swansea and Mumbles Railway, waarop tussen Swansea en Mumbles de eerste openbare paardentram voor betalende passagiers reed. De rails waren in eerste instantie van hout en werden tussen 1804 en 1806 aangelegd voor karretjes die bulkgoederen moesten vervoeren. (1807-1960)
De eerste tram in stedelijk gebiedDe New York and Harlem Railroad (voorloper van de Metro-North Railroad), had de eerste tram door stedelijk gebied en reed onder meer door de Bowery. De spoorstaven staken in de eerste jaren boven de weg uit en vormde hindernissen voor het overige verkeer. In 1934 werd besloten de lijn te vervangen door bussen; sinds 2008 is dat buslijn M1 van de MTA. (1832-1934)
GroefrailsAlphonse Loubat (die de tram voor New York mede had ontworpen) ontwikkelde de groefrails. Deze groefrails zorgt ervoor dat een trambaan een veel kleiner obstakel werd, doordat deze niet meer boven de weg uitstak. Hij verkreeg hiervoor in 1852 een patent; het jaar erop had de de tram van Parijs de primeur in Europa. (1852)
Elektrische tramNa beperkt succes met onder meer stoomtrams en kabeltrams bleek de elektrische tram de beste vervanger van de paardentram. Russische uitvinder Fjodor Pirotski deed er als eerste proeven mee. Hiervoor bouwde hij een bestaande dubbeldekker paardentram om, deze deed in Sint-Petersburg proeven met passagiers over een testbaan van 85 m lengte. (1880)
Elektrische lijnDe voorloper van Siemens (Siemens & Halske) verzorgde de eerste succesvolle elektrische tramlijn. Het bedrijf van Werner von Siemens had via zijn broer Carl von Siemens contact met Fjodor Pirotski. De tram van Siemens reed in villadorp Lichterfelde. Deze had nog geen bovenleiding, de spanning (180 volt) stond op beide rails. (1881)
TrolleystangFrank Julian Sprague maakte een verbeterde versie van uitvinding (door de Belg Charles Van Depoele) van de trolleystang. Hiermee wist hij van de elektrische tram (als eerste in Richmond (Virginia)) een groot commercieel succes te maken. De heuvels van Richmond vormden een uitstekende proeftuin om aan te tonen dat deze nieuwe technologie ook bruikbaar was in andere steden. (1888)

## De 20e eeuw
PassagiersafwikkelingGrotere trams (onder meer dankzij vier in plaats van twee assen) zorgde voor opstoppingen bij de conducteur voorin. Hoofdingenieur van het vervoersbedrijf in Cleveland Peter Witt bedacht een plek voor de conducteur in het midden. Daar was de plek om te betalen en dus ook de uitgang, voorin instappen verliep volgens zonder opstoppingen. De trams kregen zijn naam mee: Peter Witt Cars. (1915)
Moderne stroomlijnDe Peter Witt-trams waren de eerste jaren succesvol. Toch werd het nodig geacht de tram moderne eigenschappen van de auto mee te geven. Zes jaar lang werd aan de ontwikkeling van de PCC-tram gewerkt, waarna de eerste PCC in Pittsburgh (de 100) in reizigersdienst verscheen. De techniek vond uiteindelijk wereldwijd zijn weg; mede dankzij de Tatra T3/T4 is het de meest gebouwde tram ooit geworden. (1936)
De gelede tramDe technisch directeur van de interlokale tram van Rome – Ing. Mario Urbinati (1885-1964) – bedacht dat langere trams goedkoper reizigers konden vervoeren dan gekoppelde kortere trams. Gelede trams bestonden al eerder maar de kokergeleding aangestuurd door stangen van Urbinati maakt gelede trams voor het eerst ook comfortabel. (1938)
Tweede WereldoorlogDe Tweede Wereldoorlog zorgde voor veel leed en vernietiging zoals onder andere bij de Arnhemse tram. Tegelijkertijd zorgde een gebrek aan brandstof voor particulieren bij de gespaarde tramlijnen voor enorme aantallen passagiers. (1940-1945)

### Na de Tweede Wereldoorlog
SerieproductieDe gelede tram van Urbinati had lange tijd weinig concurrentie, totdat Duewag een eigen systeem ontwikkelde. De gelede en vaak ook dubbelgelede trams werden een groot succes. (1956)
Sneltrams in DuitslandNa de Tweede Wereldoorlog steeg de mobiliteit sterk, mede door suburbanisatie. De langere trams en het drukkere particuliere verkeer zaten elkaar in de weg. In Duitsland werd de Stadtbahn geboren: een systeem waarbij (meestal gekoppelde) gelede trams in stadscentra ondergronds rijden. (1968)
Het begin van de tramrenaissanceVoor en vooral na de Tweede Wereldoorlog zijn veel tramlijnen/netten gesloten. De opening van een nieuwe sneltramlijn in Edmonton (daar lightrail geheten) wordt gezien als het begin van de renaissance van de tram. De trams waren gelijk aan de eerste Stadtbahn-trams. Er volgden nog vele steden in Noord-Amerika. (1978)
De tramrenaissance in EuropaDe renaissance van de tram ging in Europa van start in Nantes. Sindsdien zijn in Frankrijk in nog 30 steden nieuwe tramlijnen geopend, in de rest van het continent nog eens ruim 30. (1984)
Integrale toegankelijkheidLagevloertrams bestonden al eerder maar de toepassing op grote schaal begon pas toen men in Genève niet minder dan 46 stuks in dienst stelde. (1987)

## De 21e eeuw
Trams zonder bovenleidingHoewel er al eind 19e eeuw elektrische tramlijnen waren zonder bovenleiding, zijn die in de eerste helft van de 20e eeuw weer verdwenen. In die zin pionierde de tram van Bordeaux met trams die stroom krijgen via een afgedekte goot in de straat. Recenter zijn er ook trams die op batterijen of supercondensators rijden. (2003)
Extra grote capaciteitDankzij trams op draaistellen en het toepassen van geledingen, is de capaciteit van trams al steeds groter geworden. Met de 54 meter lange Combino's van Tram van Boedapest werd een extra grote stap voorwaarts gezet. Inmiddels rijden er in meerdere steden trams van meer dan 50 meter lengte. (2006)